# هلبة الكبريت قرصية الشكل
هلبة الكبريت قرصية الشكل (الاسم العلمي:Thiothrix disciformis) هي نوع من البكتيريا تتبع جنس هلبة الكبريت من فصيلة هلبات الكبريت.